# Nemanja Aleksandrov
Nemanja Aleksandrov (serbisch-kyrillisch Немања Александров; * 10. April 1987 in Belgrad, SR Serbien) ist ein serbischer Basketballspieler. Aleksandrov spielte als Profi unter anderem in seiner Heimat, in Slowenien, in der Türkei, in Deutschland, Italien, Belgien und kurzzeitig in Spanien. In der deutschen Bundesliga bestritt er für Oldenburg und Bremerhaven insgesamt 127 Spiele.

## Karriere
Aleksandrov hatte auf europäischer Ebene als Nachwuchsspieler einen hoffnungsvollen Karrierebeginn, als er 2003 mit der serbisch-montenegrinischen Jugendnationalmannschaft U16-Europameister wurde, als „Most Valuable Player“ des Turniers ausgezeichnet wurde und mit 20,3 Punkten je Begegnung zweitbester Korbschütze des Turniers war. Er galt damals als eines der größten Talente Europas und wurde bereits als künftiger NBA-Spieler gehandelt.
In der folgenden Spielzeit 2003/04 debütierte er bereits in der ersten Herrenmannschaft seines damaligen Vereins FMP Železnik aus seiner Heimatstadt. Die Mannschaft gewann am Ende der Spielzeit erstmals die ABA-Liga, was sie zwei Jahre später 2006 wiederholte. Zudem gewann man 2005 den nationalen Pokalwettbewerb. 2006 wechselte er innerhalb seiner Heimatstadt zum Lokalrivalen KK Roter Stern Belgrad, mit dem er in der Folge zweimal Vizemeister wurde und einmal das Pokalendspiel erreichte. 2007 debütierte er in der serbischen Herren-Nationalmannschaft bei der EM-Endrunde 2007. Die erste Endrundenteilnahme nach der Trennung von Montenegro endete für die serbische Auswahl, in der Aleksandrov nur Ergänzungsspieler war, nach drei Vorrundenniederlagen jedoch frühzeitig. Nach drei Jahren bei Roter Stern wechselte Aleksandrov 2009 zum slowenischen Meister KK Union Olimpija Ljubljana. Die Mannschaft gewann zwar den slowenischen Pokalwettbewerb, verpasste aber in der Meisterschaft knapp die Titelverteidigung, als man in der Endspielserie gegen KK Krka Novo Mesto verlor.
In der Saison 2010/11 spielte Aleksandrov in der italienischen Lega Basket Serie A für Scavolini Pesaro. Die Mannschaft verpasste auf dem zehnten Platz der Hauptrundentabelle den Einzug in die Play-offs um die Meisterschaft. Aleksandrov hatte jedoch erneut mit Knieverletzungen zu kämpfen, nachdem er sowohl in seinem letzten Jahr bei FMP Železnik als auch bei Roter Stern jeweils einen Kreuzbandriss erlitten hatte. So bekam er in der Saison 2011/12 keinen Vertrag und setzte von Meisterschaftsspielen gänzlich aus.
Nachdem Nenad Trajković zu Beginn der Saison 2012/13 Trainer der Mannschaft des belgischen Vereins aus Pepinster geworden war, bekam Aleksandrov dort eine erneute Chance. Nachdem der Verein, der zuvor schon sportlich gestrauchelt war, mit erheblichen finanziellen Schwierigkeiten am Rande der Insolvenz zu kämpfen hatte, wechselte Aleksandrov zum Saisonende im März 2013 nach Spanien zu Manresa. Hier konnte er jedoch in zehn Einsätzen nicht verhindern, dass die Mannschaft die Saison abgeschlagen als Tabellenletzter der Liga ACB beendete. Manresa konnte die Klasse nur halten, da den sportlichen Aufsteigern die Lizenz für die Liga ACB verwehrt blieb. Zur Saison 2013/14 bekam Aleksandrov dann einen Vertrag beim deutschen Vizemeister EWE Baskets Oldenburg. Er blieb bis 2016 in Niedersachsen. 2015 wurde er mit Oldenburg deutscher Pokalsieger, er überzeugte bei dem Bundesligisten mit hoher Treffsicherheit beim Dreipunktewurf und beim Freiwurf.
Nach dem Ablauf der Saison 2015/16 verließ er Oldenburg und ging zum türkischen Verein Gaziantep Basketbol, für den er nur vier Ligaspiele bestritt. Im Dezember 2016 kehrte er in die Bundesliga zurück und unterschrieb bei den Eisbären Bremerhaven. Er spielte bis zum Ende der Saison 2016/17 für die Norddeutschen, im Oktober 2017 meldete der rumänische Erstligist SCM Universitatea Craiova die Verpflichtung des Serben. Er brachte es in der Saison 2017/18 für Craiova auf Mittelwerte von 15,6 Punkten und 6,1 Rebounds je Begegnung.
Ab 2018 stand Aleksandrov bei Jászbérenyi KSE in Ungarn unter Vertrag. Er spielte bis 2020 für die Mannschaft.